# Torsten Hägerstrand
Torsten Hägerstrand (11. října 1916 – 4. května 2004) byl švédský geograf. Ve svém výzkumu se zabýval především lidskou migrací, kulturní difuzí a geografií času. Hägerstrand se narodil a žil ve Švédsku, kde byl profesorem a později emeritním profesorem na univerzitě v Lundu, kde v roce 1953 získal doktorát. Jeho dizertační práce (Innovation Diffusion as a Spatial Process) se zabývala kulturní difuzí, respektive difuzí inovací, a ovlivnila poválečný vývoj regionální a sociální geografie. Kromě tzv. nové geografie a geografie času Hägerstrand rovněž ovlivnil behaviorální geografii. V roce 1992 mu byla uděleno nejvyšší geografické ocenění Cena Vautrina Luda.

## Dílo
Mezi vybrané Hägerstrandovo dílo patří například:
- Innovation diffusion as a spatial process. Přeložil A. Pred. (Chicago: University of Chicago Press, 1967).
- On the definition of migration. (Lund: Lunds Universitets Kulturgeografiska Institution, Rapporter och Notiser, 9, 1973).
- The impact of transport on the quality of life. (Lund: Lunds Universitets Kulturgeografiska Institution, Rapporter och Notiser, 13, 1974).
- The domain of human geography. Directions in geography, ed. R. J. Chorley, 67-87. (London: Methuen, 1973).
- Space, time and human conditions. Dynamic allocation of urban space, ed. A. Karlqvist et al. (Lexington: Saxon House Lexington Book, 1975)